# جار
جار (به لاتین: Car) یک منطقه مسکونی در جمهوری آذربایجان است که در شهرستان زاقاتالا واقع شده است. جار ۴۶۳۳ نفر جمعیت دارد.